# Mornac-sur-Seudre
Mornac-sur-Seudre är en kommun i departementet Charente-Maritime i regionen Nouvelle-Aquitaine i västra Frankrike. Kommunen ligger  i kantonen Royan-Ouest som ligger i arrondissementet Rochefort. År 2022 hade Mornac-sur-Seudre 867 invånare.

## Befolkningsutveckling
Antalet invånare i kommunen Mornac-sur-Seudre
Referens:INSEE